# Можжевельник односемянный
Можжевельник односемянный (лат. Juniperus monosperma) — вид растений рода Можжевельник семейства Кипарисовые.

## Распространение
Встречается в западной части Северной Америки, в США в Аризоне, Нью-Мексико, на юге Колорадо, западной Оклахоме, и на западном Техасе, в Мексике на крайнем севере Чиуауа. В естественных условиях растёт на высотах 970—2300 м над уровнем моря.

## Описание
Кустарники или деревья. Это в основном двудомные, изредка встречаются и однодомные. Вырастает высотой 2-7 м (редко до 12 м) . Шишкоягоды тёмно-голубые, 0,3-0,6 см в диаметре, как правило круглые. Хвоя светло-зелёная. В отличие от многих других видов можжевельниковых древесина дерева не долговечна. В посадках весьма декоративен.